# Prjazsai járás

A Prjazsai járás Karéliában

A Prjazsai járás (oroszul Пряжинский район, karjalai nyelven Priäžan piiri) Oroszország egyik járása Karéliában. Székhelye Prjazsa.

## Népesség
- 2002-ben 18 224 lakosa volt, melynek 46%-a orosz, 37%-a karjalai, 6%-a finn, 5%-a fehérorosz.
- 2010-ben 14 664 lakosa volt.